# Schmirntal

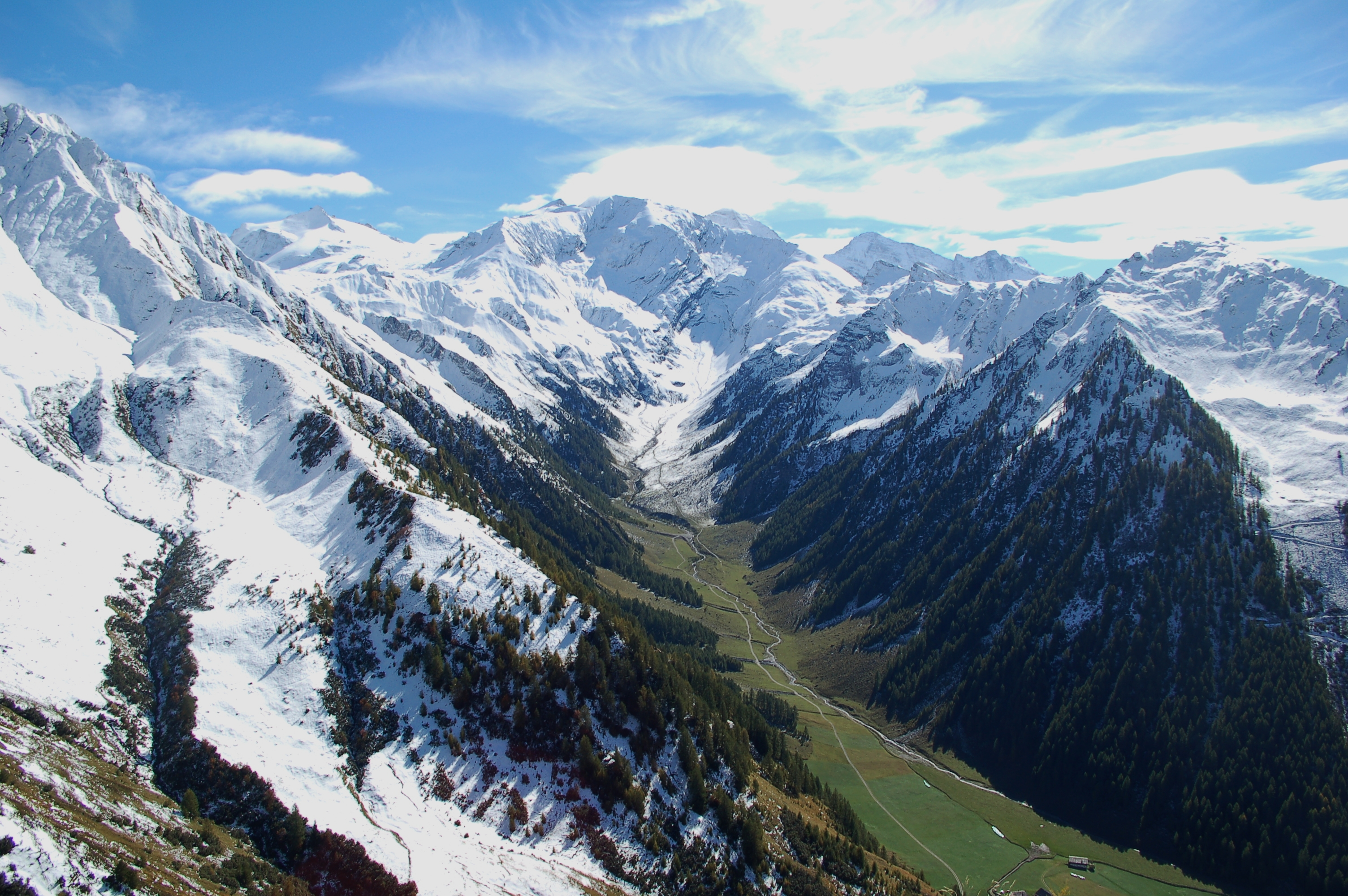
Der Kaserer Winkl

Das Schmirntal ist ein Seitental des Nordtiroler Wipptals, das sich von St. Jodok am Brenner in östlicher bis nordöstlicher Richtung erstreckt. Es trennt die Tuxer Alpen im Norden von den Zillertaler Alpen im Süden und wird vom Schmirnbach durchflossen, der sich in St. Jodok mit dem Valser Bach vereinigt, der kurz darauf bei Stafflach in die Sill mündet. Zusammen mit St. Jodok und dem Valser Tal bildet das Schmirntal seit 2012 ein Bergsteigerdorf.

## Geographie
Bei St. Jodok (1129 m ü. A.) vereinigen sich das Schmirntal und das nach Südosten führende Valser Tal und münden gemeinsam ins Wipptal. Das Schmirntal führt allmählich ansteigend zunächst in nordöstlicher, dann in östlicher Richtung. Bei Toldern zweigt das Wildlahnertal Richtung Südosten ab. Bei Obern (1610 m ü. A.) erreicht das Tal den Tuxer Hauptkamm und gabelt sich in das Kluppental Richtung Norden und den Kaserer Winkl Richtung Südosten. Von dort besteht über das früher viel begangene Tuxer Joch (2338 m ü. A.) eine Verbindung ins Tuxertal und damit ins Zillertal.
Das Tal ist mit zahlreichen verstreuten Rotten, Weilern und Einzelhöfen besiedelt, die zusammen die Ortschaften Außerschmirn und Innerschmirn der Gemeinde Schmirn bilden und durch eine Landesstraße, die 12,4 km lange Schmirntalstraße (L 229), erschlossen sind.

## Geologie
Das Schmirntal liegt vorwiegend in der weichen Schieferhülle des Tauernfensters. Es lässt sich grob in zwei Teile gliedern. Der obere Abschnitt bis Rohrach ist ein breites, postglaziales Trogtal. An den Abhängen finden sich Seitenmoränen, die mit zahlreichen postglazialen Schwemmfächern und Schuttkegeln bedeckt sind.
Der Talabschnitt unterhalb von Rohrach ist eng und tief, er wurde vermutlich durch die Schmelzwässer aus den eiszeitlichen Gletschern des Gschnitz-Stadiums vertieft. Hier findet sich erst wieder bei der Vereinigung mit dem Valser Tal eine Seitenmoräne am nördlichen Hang. An etlichen Stellen im gesamten Tal finden sich die Reste historischer Bergstürze.

## Geschichte
Der Weg durch das Schmirntal und über das Tuxer Joch wurde bereits in frühgeschichtlicher Zeit benützt, wie archäologische Funde nahelegen. 1249 wurde das Tal erstmals als „vallis Smurne“ urkundlich genannt. 1811 wurde die politische Gemeinde Schmirn gebildet, zu der bis 1926 auch Hintertux gehörte. Da Hintertux auch kirchlich zum Wipptal gehörte, mussten die Verstorbenen beschwerlich über das Tuxer Joch und durch das Schmirntal zum Friedhof nach Mauern bei Steinach gebracht werden. Bei Obern wurde eine Totenkammer errichtet, wo man die Toten bei Schlechtwetter aufbewahren konnte.